# العلاقات السودانية الليتوانية
العلاقات السودانية الليتوانية هي العلاقات الثنائية التي تجمع بين السودان وليتوانيا.

## مقارنة بين البلدين
هذه مقارنة عامة ومرجعية للدولتين:
| وجه المقارنة                                              | السودان                     | ليتوانيا                                                    |
| --------------------------------------------------------- | --------------------------- | ----------------------------------------------------------- |
| المساحة (كم2)                                             | 1.89 مليون                  | 65.30 ألف                                                   |
| عدد السكان (نسمة)                                         | 40.53 مليون                 | 2.79 مليون                                                  |
| الكثافة السكانية (ن./كم²)                                 | 21.44                       | 42.73                                                       |
| العاصمة                                                   | الخرطوم                     | فيلنيوس، كاوناس                                             |
| اللغة الرسمية                                             | اللغة العربية، لغة إنجليزية | اللغة الليتوانية                                            |
| العملة                                                    | جنيه سوداني                 | ليتاس ليتواني، يورو                                         |
| الناتج المحلي الإجمالي (بليون دولار)                      | 117.49 مليار                | 47.17 مليار                                                 |
| الناتج المحلي الإجمالي (تعادل القوة الشرائية) بليون دولار | 176.55 مليار                | 84.06 مليار                                                 |
| الناتج المحلي الإجمالي الاسمي للفرد دولار أمريكي          | 2.41 ألف                    | 14.15 ألف                                                   |
| الناتج المحلي الإجمالي للفرد دولار أمريكي                 | 4.07 ألف                    | 27.69 ألف                                                   |
| مؤشر التنمية البشرية                                      | 0.479                       | 0.839                                                       |
| رمز المكالمات الدولي                                      | +249                        | +370                                                        |
| رمز الإنترنت                                              | سودان                       | .lt                                                         |
| المنطقة الزمنية                                           | ت ع م+03:00، ت ع م+02:00    | ت ع م+02:00، ت ع م+03:00، أوروبا/فيلنيوس ‏، توقيت شرق أوروبا |

## منظمات دولية مشتركة
يشترك البلدان في عضوية مجموعة من المنظمات الدولية، منها:
| علم المنظمة | اسم المنظمة                               | تاريخ انضمام السودان | تاريخ انضمام ليتوانيا |
| ----------- | ----------------------------------------- | -------------------- | --------------------- |
|             | الاتحاد البريدي العالمي                   | ?                    | ?                     |
|             | يونسكو                                    | 26 نوفمبر 1956       | 7 أكتوبر 1991         |
|             | البنك الدولي للإنشاء والتعمير             | 5 سبتمبر 1957        | 6 يوليو 1992          |
|             | وكالة ضمان الاستثمار متعدد الأطراف        | 7 نوفمبر 1991        | 8 يونيو 1993          |
|             | الاتحاد الدولي للاتصالات                  | 23 أكتوبر 1957       | 1 يوليو 1923          |
|             | منظمة الشرطة الجنائية الدولية             | ?                    | ?                     |
|             | مؤسسة التمويل الدولية                     | 21 أكتوبر 1960       | 15 يناير 1993         |
|             | الأمم المتحدة                             | 12 نوفمبر 1956       | 17 سبتمبر 1991        |
|             | مؤسسة التنمية الدولية                     | 24 سبتمبر 1960       | 23 سبتمبر 2011        |
|             | منظمة حظر الأسلحة الكيميائية              | ?                    | ?                     |
|             | المركز الدولي لتسوية المنازعات الاستشارية | 9 مايو 1973          | 5 أغسطس 1992          |

## وصلات خارجية
- موقع وزارة الخارجية السودانية
- موقع وزارة الخارجية الليتوانية